# Lubudi (affluent du Lwalaba)
 (octobre 2023).
Si vous disposez d'ouvrages ou d'articles de référence ou si vous connaissez des sites web de qualité traitant du thème abordé ici, merci de compléter l'article en donnant les références utiles à sa vérifiabilité et en les liant à la section « Notes et références ».
Pour les articles homonymes, voir Lubudi (homonymie).
La Lubudi est une rivière de la province du Katanga (république démocratique du Congo), prenant source dans le territoire de Mutshatsha et se jetant dans le fleuve Congo, où il est appelé Lualaba, dans le territoire de Kamina.

## Géographie
Bien que portant le même non, la rivière ne passe pas par Lubudi ni son territoire.